# Sandu Iacob
Sandu Florin Iacob (né le 12 mars 1977 à Bacău) est un handballeur international roumain devenu entraîneur. 
Il est actuellement entraîneur du CSA Steaua.

## Palmarès

### Joueur
- Champion de Roumanie (4)

2000, 2001 (avec Steaua) ; 2003 (avec Fibrex Săvinești) ; 2006 (avec HCM Constanța)
- Coupe de Roumanie (5)

1997, 2000, 2001 (avec Steaua) ; 2003 (avec Fibrex Săvinești) ; 2006 (avec HCM Constanța)

### Entraîneur
- Coupe de Roumanie (1)

2018 (avec HC Dobrogea Sud)

### Sélectionneur
- Trophée IHF/EHF (en)

2021 (avec la Géorgie)